# Yannick Cahuzac
Pour les articles homonymes, voir Cahuzac.
Yannick Cahuzac, né le 18 janvier 1985 à Ajaccio, est un footballeur corse qui évolue au poste de milieu défensif, reconverti entraîneur.
Capitaine emblématique du SC Bastia durant douze saisons, il quitte le club corse à la suite de la rétrogradation du club en 2017.
il signe et effectue deux saisons dans le club de la haute Garonne le Toulouse FC où il dispute 50 matchs.
A la fin de la saison 2018-2019 il rejoint le RC Lens. Il jouera pour le club artois jusqu'à la fin de la saison 2021-2022 et par la suite deviendra l'entraîneur adjoint de Franck Haise pendant une saison.
À la suite de sa démission d'entraîneur adjoint, il devient l'entraîneur principal de la sélection de Corse.
Le 2 janvier 2024, il devient entraîneur adjoint du FC Lorient.

## Biographie

### Jeunesse
Né à Ajaccio, Yannick Cahuzac fait ses premiers pas au Gazélec Ajaccio dans les équipes des jeunes avant de rejoindre le centre du formation du SC Bastia. Petit-fils de l'entraîneur Pierre Cahuzac, il évolue durant sa jeunesse comme défenseur central.

### Carrière

#### Bastia (2000-2017)
Du 17 au 20 février 2003, il participe à un stage de détection avec l'équipe de France des moins de 18 ans, au CTNFS à Clairefontaine, aux côtés notamment de Mohamed Sissoko et Lassana Diarra.

##### Débuts en Corse (2005-2006)
Lors de la saison 2005-2006, profitant de la descente en Ligue 2 du SC Bastia, il commence à se faire une place au poste de défenseur central, s'imposant comme une solution de remplacement intéressante. Il explose la saison suivante, Bernard Casoni le repositionnant à la récupération où il est associé à Yohan Gomez ou à Florent Ghisolfi. Cahuzac est maintenant titulaire régulier dans son club de cœur dont il perpétue l'âme corse. Il est également devenu le capitaine de l'équipe.

##### Capitaine de Bastia (2006-2017)
Lors de la saison 2011-2012, Bastia est sacré champion de Ligue 2 et retrouve l'élite,.
Le 16 mai 2014, il prolonge son contrat avec le club de l'île de beauté de quatre ans. Les Corses assurent leur maintien en première division en terminant dixième du championnat. Au cours de cette saison, Bastia ne s'est incliné qu'à quatre reprises à domicile.
Au début de la saison 2014-2015, Claude Makélélé est nommé entraîneur de Bastia. Mais une longue série de défaites poussent l'ancien international français à la sortie en novembre 2014. Ghislain Printant lui succède fin novembre. En octobre, Cahuzac est exclu lors d'un match nul 0-0 contre Nantes pour avoir bousculé l'arbitre de la rencontre, Tony Chapron. À la suite de cet incident, la commission de discipline de la LFP l'a suspendu jusqu'à son audition du 23 octobre. Le 16 octobre 2014, il est suspendu pour cinq matchs. Le 13 décembre, le milieu défensif inscrit son premier but en Ligue 1 pendant le succès 2-0 face à Rennes . Le 5 février 2015, Bastia se qualifie pour la finale de la Coupe de la Ligue contre Monaco aux tirs au but (7-6). Le 11 avril 2015, les Corses s'inclinent 4-0 face au Paris Saint-Germain. Le capitaine bastiais affirme après la rencontre que  « l'arbitre a gâché la finale », après l'expulsion de Sébastien Squillaci au bout de 20 minutes de jeu.

#### Toulouse FC (2017-2019)
À la suite de la relégation en Ligue 2 du SC Bastia, puis à la rétrogradation du club corse en National 1, puis enfin en National 3, il s'engage avec le club de la ville rose pour un contrat de deux ans le 25 juillet 2017.
Cahuzac débute pour le club de la ville rose le 12 août à l'occasion d'une victoire 1-0 contre Montpellier en championnat.
Lors de la saison 2018-2019, il est avec Yann Bodiger l'un des deux délégués syndicaux de l'UNFP au sein du Toulouse FC.

#### RC Lens (2019-2022)
Malgré avoir confié qu'il aimerait pouvoir disputer une saison supplémentaire sous le maillot toulousain, Cahuzac ne reçoit pas d'offre de prolongation et donne son accord, dès le mois de mai, pour rejoindre le RC Lens en vue de la saison 2019-2020. Il y retrouve notamment son ami Jean-Louis Leca, duquel il est très proche. Mais aussi Guillaume Gillet avec qui il joua sous les couleurs de Bastia, Clément Michelin et aussi Steven Fortes qui jouaient ensemble à Toulouse au TFC. Le 11 juin 2019, il rejoint officiellement les Sang et Or pour deux saisons.
Il dispute son premier match, bien que non-officiel, avec les Sang et Or le 6 juillet 2019, face à l'Union sportive Boulogne Côte d'Opale. Il y inscrit un but malgré la défaite 3 buts à 2 de son nouveau club. Yannick Cahuzac débute officiellement sous ses nouvelles couleurs en entrant en jeu lors de la première journée de Ligue 2 face au Mans Football Club (victoire lensoise sur le score de 2 buts à 1). Sous la direction de Philippe Montanier, Cahuzac est ponctuellement capitaine en l'absence de Steven Fortes, désigné en début de saison, et de son remplaçant Guillaume Gillet. En mars 2020, Cahuzac est désigné capitaine par Franck Haise, nommé entraîneur du club quelques jours auparavant.
En 2022, le magazine So Foot le classe dans le top 1000 des meilleurs joueurs du championnat de France, à la 909e place.

### Après carrière (depuis 2022-)
Il annonce prendre sa retraite sportive à la fin de la saison 2021-2022 mais reste au club en intégrant le staff technique de Franck Haise. Il quitte le club en juillet 2023 « pour d'impérieuses raisons personnelles ». Le 2 janvier 2024, il signe dans le club du FC Lorient  en tant qu'entraîneur adjoint de Régis Le Bris.

### Carrière en sélection
Le 6 juin 2009 il honore sa première sélection avec l'équipe de Corse pour une rencontre face au Congo (1-1).
Le 24 mai 2012, il inscrit son premier but en sélection face à la Squadra Internaziunale, équipe composée de joueurs de différentes nationalités coachée par Gérard Houllier. Le match se solde par un nul 2-2.
Le 26 mai 2018 il est sélectionné pour participer au premier tournoi officiel FIFA CONCACAF en Martinique avec la Corse, il ne dispute aucun des deux matchs face à la Guadeloupe et la Martinique à cause d'une blessure.

#### Buts en sélection
| N° | Date        | Lieu                                 | Adversaire             | Score | Résultat | Compétition |
| -- | ----------- | ------------------------------------ | ---------------------- | ----- | -------- | ----------- |
| 1. | 24 mai 2012 | Stade François Coty, Ajaccio, France | Squadra Internaziunale | 1–1   | 2-2      | Amical      |

## Style de jeu
Cahuzac est un joueur relativement frêle physiquement, ce qui le désavantage lors des duels. Cependant il n’en est pas moins un joueur combattif, sa volonté sans faille et son esprit de guerrier en font un joueur de l’ombre important dans l’équilibre d’une équipe. Même s'il n’est pas un fin technicien balle au pied, il a le profil des milieux défensif à l’ancienne qui multiplie les tacles et les interceptions et dont l’objectif premier est de récupérer le ballon et soulager son équipe défensivement parlant. Dans ce but c’est un joueur qui va multiplier les kilomètres et les efforts sur le terrain, bien aidé par son mental et son cardio conséquent. De plus, il est un meneur incontestable sur le terrain. Il représente l'état d'esprit du football corse. Néanmoins il reste surtout connu pour son jeu agressif et ses nombreuses contestations qui font de lui le recordman des cartons rouges dans le championnat de France depuis la saison 2013-2014.

## Statistiques
| Saison                | Club                  | Championnat           | Championnat | Championnat | Championnat | Coupe nationale | Coupe nationale | Coupe nationale | Coupe de la Ligue | Coupe de la Ligue | Coupe de la Ligue | Total | Total | Total |
| Saison                | Club                  | Division              | M.          | B.          | P.d.        | M.              | B.              | P.d.            | M.                | B.                | P.d.              | M.    | B.    | P.d.  |
| 2005-2006             | SC Bastia             | Ligue 2               | 7           | 0           | 0           | 1               | 0               | 0               | -                 | -                 | -                 | 8     | 0     | 0     |
| 2006-2007             | SC Bastia             | Ligue 2               | 20          | 1           | 0           | 2               | 0               | 0               | -                 | -                 | -                 | 22    | 1     | 0     |
| 2007-2008             | SC Bastia             | Ligue 2               | 33          | 0           | 0           | 5               | 1               | 0               | -                 | -                 | -                 | 38    | 1     | 0     |
| 2008-2009             | SC Bastia             | Ligue 2               | 28          | 0           | 0           | 1               | 0               | 0               | -                 | -                 | -                 | 29    | 0     | 0     |
| 2009-2010             | SC Bastia             | Ligue 2               | 30          | 0           | 0           | -               | -               | -               | -                 | -                 | -                 | 30    | 0     | 0     |
| 2010-2011             | SC Bastia             | National              | 27          | 1           | -           | 3               | 0               | 0               | 3                 | 0                 | 0                 | 33    | 1     | 0     |
| 2011-2012             | SC Bastia             | Ligue 2               | 30          | 0           | 0           | -               | -               | -               | 2                 | 0                 | 0                 | 32    | 0     | 0     |
| 2012-2013             | SC Bastia             | Ligue 1               | 19          | 0           | 1           | 1               | 0               | 0               | 2                 | 0                 | 0                 | 22    | 0     | 1     |
| 2013-2014             | SC Bastia             | Ligue 1               | 29          | 0           | 0           | 1               | 0               | 0               | 2                 | 0                 | 0                 | 32    | 0     | 0     |
| 2014-2015             | SC Bastia             | Ligue 1               | 21          | 1           | 3           | -               | -               | -               | 3                 | 0                 | 0                 | 24    | 1     | 3     |
| 2015-2016             | SC Bastia             | Ligue 1               | 31          | 2           | 0           | -               | -               | -               | -                 | -                 | -                 | 31    | 2     | 0     |
| 2016-2017             | SC Bastia             | Ligue 1               | 29          | 1           | 0           | -               | -               | -               | -                 | -                 | -                 | 29    | 1     | 0     |
| Sous-total            | Sous-total            | Sous-total            | 304         | 6           | 4           | 14              | 1               | 0               | 12                | 0                 | 0                 | 330   | 7     | 4     |
| 2017-2018             | Toulouse FC           | Ligue 1               | 20          | 0           | 0           | 2               | 0               | 0               | 2                 | 0                 | 0                 | 24    | 0     | 0     |
| 2018-2019             | Toulouse FC           | Ligue 1               | 23          | 1           | 0           | 2               | 0               | 0               | 1                 | 0                 | 0                 | 26    | 1     | 0     |
| Sous-total            | Sous-total            | Sous-total            | 43          | 1           | 0           | 4               | 0               | 0               | 3                 | 0                 | 0                 | 50    | 1     | 0     |
| 2019-2020             | RC Lens               | Ligue 2               | 24          | 0           | 0           | -               | -               | -               | 1                 | 0                 | 0                 | 25    | 0     | 0     |
| 2020-2021             | RC Lens               | Ligue 1               | 30          | 1           | 0           | 1               | 0               | 0               | -                 | -                 | -                 | 31    | 1     | 0     |
| 2021-2022             | RC Lens               | Ligue 1               | 17          | 0           | 0           | -               | -               | -               | -                 | -                 | -                 | 17    | 0     | 0     |
| Sous-total            | Sous-total            | Sous-total            | 71          | 1           | 0           | 1               | 0               | 0               | 1                 | 0                 | 0                 | 73    | 1     | 0     |
| Total sur la carrière | Total sur la carrière | Total sur la carrière | 418         | 8           | 4           | 19              | 1               | 0               | 16                | 0                 | 0                 | 453   | 9     | 4     |

## Palmarès

### En club
Avec le SC Bastia, Yannick Cahuzac est champion de France de National en 2011, puis champion de France de Ligue 2 la saison suivante. Il est également finaliste de la Coupe de la Ligue en 2015 ainsi que vainqueur du Challenge Michel Moretti, compétition amicale. 
Il est également vice-champion de France de Ligue 2 avec le RC Lens en 2020.

### En Sélection
Yannick Cahuzac est vainqueur de la Corsica Football Cup en 2010 avec l'équipe de Corse mais également finaliste du Tournoi des 4 en juin 2018. 
| SC Bastia (2)                                                                                      | RC Lens                           | Corse (1)                                                                 |
| -------------------------------------------------------------------------------------------------- | --------------------------------- | ------------------------------------------------------------------------- |
| - National - Champion : 2011. - Ligue 2 - Champion : 2012. - Coupe de la Ligue - Finaliste : 2015. | - Ligue 2 - Vice-Champion : 2020. | Corsica Football Cup - Vainqueur : 2010. Tournoi des 4 - Finaliste : 2018 |

### En tant qu'entraineur adjoint
- FC Lorient
  - Champion de Ligue 2 en 2025

## Distinction individuelle
- Élu joueur du mois du Racing Club de Lens en avril 2021.